# Daniel de Samarate
Daniel de Samarate OFMCap (Samarate, 15 de junho de 1876 — São Luís, 27 de abril de 1924) foi um capuchinho italiano e missionário no Brasil. Em 2017, suas virtudes heroicas foram reconhecidas pela Igreja Católica.

## Biografia
Felice Rossini nasceu em Samarate, na Lombardia, no dia 15 de junho de 1876, recebendo o batismo no dia seguinte. Em 1890, entrou no convento dos capuchinhos no seminário menor de Sovere, em Bérgamo. No convento capuchinho de Lovere, cursou o noviciado, fazendo também ali a profissão dos votos simples.
Em 2 de julho de 1896, no convento de Bréscia Daniel professou solenemente seus votos para a vida consagrada e adotou por nome "Daniel", diante do padre João Antônio de Brescia. No mesmo ano, recebeu a tonsura pelas mãos do Cardeal André Carlos Ferrari, na capela subterrânea de São Carlos Borromeu, na Catedral de Milão. Do mesmo prelado, também recebeu do subdiaconato no Santuario Madonna Addolorata em Rho, Lombardia.
No dia 8 de agosto de 1898, Daniel partiu em missão de Milão, Itália, com destino ao Brasil. No dia 30 do mesmo mês chegou ao Pará, onde foi destinado a Canindé, no Ceará), ali chegando em 22 de setembro do mesmo ano. No dia 2 de outubro, Daniel foi ordenado diácono por Dom Joaquim José Vieira, então bispo de Fortaleza no Santuário de São Francisco das Chagas, em Canindé. Foi ordenado sacerdote pelo mesmo bispo na Catedral de Fortaleza. Daniel celebrou sua primeira missa no Santuário de São Francisco, em Canindé.
No dia 22 de janeiro de 1900, Daniel foi destinado à vila de Santo Antônio do Prata, atual Igarapé-Açu, no Pará, onde permaneceu por quase 14 anos, período no qual foi vitimado pela hanseníase e tornou-se obrigado a viver em isolamento. No dia 31 de janeiro de 1913, deixou a colônia para residir na paróquia  do Anil, em São Luís, no Maranhão. Em dezembro, Daniel regressou ao Pará, e no dia 27 de abril de 1914 se internou no Retiro São Francisco, perto do asilo dos leprosos de Tucunduba, onde faleceu em 19 de maio de 1924, com a idade de 48 anos.

## Beatificação
Sua causa de beatificação foi conduzida pelos capuchinhos de 1994 a 1997, quando o processo foi direcionado à Congregação para a Causa dos Santos, no Vaticano. Em 23 de março de 2017, foi declarado venerável pelo Papa Francisco.